# Ángel Blanco Pastor
Ángel Blanco Pastor, més conegut com a Gelucho (Santander, 28 de febrer de 1962) és un exfutbolista càntabre, que ocupava la posició de defensa.

## Carrera esportiva
Va militar en el Racing de Santander en dues etapes. A la primera va debutar a la màxima categoria a la 82/83 i va romandre a l'equip càntabre fins a 1987, tant en Primera com a Segona Divisió. A la segona etapa, va jugar entre 1989 i 1994, també entre les dues màximes divisions.
Entre 1987 i 1989 va militar al CD Logroñés. En total, Gelucho va jugar 166 partits en primera divisió, tot sent un dels jugadors racinguistes més caractéristics de la dècada dels 80 i principis dels 90.